# Dan Herzberg
 (novembre 2021).
Si vous disposez d'ouvrages ou d'articles de référence ou si vous connaissez des sites web de qualité traitant du thème abordé ici, merci de compléter l'article en donnant les références utiles à sa vérifiabilité et en les liant à la section « Notes et références ».
Dan Herzberg est un acteur français né le 12 mai 1968 à Paris.

## Biographie
Dan Herzberg est le fils d'un architecte renommé et d'une mère médecin. Il a dès son plus jeune âge montré des dispositions de comédien.
Après quelques années de cours de théâtre, et des apparitions remarquées sur les planches parisiennes, il commence à apparaître dans de nombreuses séries télévisées, dont Scalp de Xavier Durringer et Un village français.
Il fait également de nombreuses cascades et tourne des films à l'étranger.

## Filmographie

### Acteur

#### Cinéma
- 1991 : Bar des rails de Cédric Kahn : Jean-Luc
- 1992 : Aux yeux du monde d'Eric Rochant : Joueur de babyfoot
- 1996 : Caméléone de Benoît Cohen : Le noctambule
- 1997 : Le Cousin d'Alain Corneau : Luc
- 1997 : Ça ne se refuse pas d'Eric Woreth : Foot
- 1998 : Taxi de Gérard Pirès : Paulo
- 1999 : Cours toujours de Dante Desarthe : Elie
- 2000 : Beau Travail de Claire Denis : Le légionnaire
- 2000 : Vertiges de l'amour de Laurent Chouchan : Toinet
- 2001 : Merci Docteur Rey d'Andrew Litvack : Rollerboy
- 2002 : Femme fatale de Brian De Palma : Le gardien
- 2002 : Le Divorce de James Ivory
- 2003 : Les Revenants de Robin Campillo : Le soldat
- 2003 : La vie de Michel Muller est plus belle que la vôtre de Michel Muller : Dan
- 2004 : Tu vas rire mais je te quitte de Philippe Harel : Olivier
- 2004 : Ze film de Guy Jacques : Didier
- 2004 : The White Countess de James Ivory : Le français
- 2005 : L'Année suivante d'Isabelle Czajka : Le CPE
- 2005 : Les Brigades du tigre de Jérôme Cornuau : Gauzy
- 2006 : La Vie d'artiste de Marc Fitoussi : Le fan de manga
- 2006 : Le Syndrome de Jérusalem d'Emmanuel Naccache et Stéphane Bélaïsch : Ilan
- 2006 : 99 francs de Jan Kounen : Steven
- 2009 : La Grande Vie d'Emmanuel Salinger : Le beau gosse parking
- 2010 : Le Mac de Pascal Bourdiaux : Rodrigue
- 2010 : Elle s'appelait Sarah de Gilles Paquet-Brenner : Le gendarme
- 2013 : Victor Young Perez de Jacques Ouaniche : Aldo Puliccino
- 2013 : 11.6 de Philippe Godeau : Le suisse
- 2015 : Les Gorilles de Tristan Aurouet : Serrano
- 2015 : Je compte sur vous de Pascal Elbé : JMBLC
- 2016 : Chocolat de Roschdy Zem : Fergus
- 2016 : Maman a tort de Marc Fitoussi : Le gardien des archives
- 2017 : Paris la blanche de Lidia Terki : Rico
- 2020 : Une belle équipe de Mohamed Hamidi : Christian
- 2023 : Première Affaire de Victoria Musiedlak : Père Antonin
- 2025 : Doux Jésus de Frédéric Quiring : inspecteur de police

#### Court métrage
- 1991 : Chant de guerre parisien de Laetitia Masson
- 1991 : Goal ! de Benoît Cohen
- 1991 : Besoins de Christophe Slimani, Fabien Beauger et Nicolas Royer
- 1992 : Lola Posse de Benoît Cohen
- 1992 : Si vous dites à un Français… d'Alban Guitteny
- 1993 : La Contredanse d'Oumar Ladgham
- 2001 : Fight O'Clock de Raynal Pellicer
- 2001 : Ta sœur de Martin Valente
- 2002 : Rapbiz de Benny Malapa
- 2007 : Le Vrai père-Noël de Mathieu Delozier

#### Télévision
- 1988-1991 : Salut les homards : Patrick
- 1992 : Nestor Burma, épisode Fièvre au Marais : Maurice
- 1997 : Un printemps de chien d'Alain Tasma : Le policier
- 2000 : B.R.I.G.A.D. de Marc Angelo : Patrick Balard
- 2003 : L'Île maudite de Rémy Burkel : Frank
- 2006 : Boulevard du Palais, épisode Le Jugement de Salomon : Manu Manzoni
- 2007 : Scalp de Xavier Durringer : Jules
- 2007 : Équipe médicale d'urgence : Renaud Jarry
- 2008 : Les Enfants d'Orion de Philippe Venault : Seb
- 2009 : Un village français de Philippe Triboit : Lorrain
- 2009 : Pas de toit sans moi de Guy Jacques : Lieutenant Fournier
- 2010 : Maison close de Mabrouk El Mechri : Gaston Lupin
- 2011 : Mister Bob de Thomas Vincent : Lieutenant Fourrier
- 2011 : Saïgon, l'été de nos 20 ans de Philippe Venault : Capitaine Valageas
- 2013 : Profilage, épisode La Poudre aux yeux : Inspecteur IGS
- 2015 : Falco, épisode A la folie : Lalande
- 2015 : Flic tout simplement d'Yves Rénier : Chef de patrouille
- 2016 : Commissariat central
- 2016 : Dead Landes de François Descraques : Richard
- 2017 : Zone Blanche de Julien Despaux et Thierry Poiraud : Gaspard Bellan
- 2018 : Un mensonge oublié d'Eric Duret : Karim Belkhacem
- 2019 : Family Business (série Netflix) d'Igor Gotesman : Jérémy Waldman
- 2019 : Un si grand soleil : Philippe Laffont
- 2020 : Si tu vois ma mère de Nathanaël Guedj : le médecin
- 2020 : La Garçonne de Paolo Barzman : René
- 2021 : Paris Police 1900 de Julien Despaux : Jeannot Domet
- 2021 : Belle, belle, belle d'Anne Depétrini
- 2021 : Le Code de Jean-Christophe Delpias : Capitaine Rossi
- 2022 : Syndrome E de Laure de Butler : Commissaire Kashmarek
- 2023 : Tropiques criminels (saison 4) : Matteo Raffin
- 2024 : Flair de famille, épisode Envies de meurtres : Toni
- 2025 : Dans de beaux draps de Stéphanie Pillonca : Mathieu

#### Publicité
2013 : Orange

### Réalisation
- 1989 : Un crachat, une algue, une planche (court-métrage) (+ rôle)
- 1992 : N.Y N.Y Big city of dreams (court-métrage)
- 1993 : Don't zap short track (court-métrage)

## Doublage

### Cinéma

#### Films
- 2013 : Le Dernier Pub avant la fin du monde : le policier (Steve Oram)
- 2013 : Battle of the Year : ? ( ? )[2]

#### Films d'animation
- 2017 : Baby Boss : Teddy / Annonceur Aéroport

### Télévision

#### Séries d'animation
- 2018 : Baby Boss : Les affaires reprennent : Méga Baby PDG XXL